# Zbigniew Machaliński
Zbigniew Leon Machaliński (ur. 18 grudnia 1937 w Rakowcu) – polski historyk, prof. zw. dr hab. Od 2005 rektor Gdańskiej Wyższej Szkoły Humanistycznej.

## Życiorys
Studia historyczne w Wyższej Szkole Pedagogicznej w Gdańsku ukończył w 1961. Doktorat obronił w 1968, a habilitację w 1976. Tytuł naukowy profesora uzyskał w 2000.
Specjalizuje się w biografistyce, historii medycyny, metodyce historii, najnowszej historii Polski i politologii. Od 2005 pełni funkcję rektora Gdańskiej Wyższej Szkoły Humanistycznej. Wcześniej zajmował stanowiska: kierownika Katedry Nauk Społecznych Akademii Medycznej w Gdańsku (1968–1991), kierownika Zakładu Nauk Pomocniczych i Metodyki Historii Wyższej Szkoły Pedagogicznej w Słupsku, rektora Wyższej Szkoły Zdrowia i Turystyki w Pucku (2003–2004), a także kierownika Zakładu Historii i Filozofii Nauk Medycznych AMG oraz dyrektora Instytutu Medycyny Społecznej AMG. Jest członkiem Polskiego Towarzystwa Nautologicznego.

## Odznaczenia
- Złoty Krzyż Zasługi (1984)
- Krzyż Kawalerski Orderu Odrodzenia Polski (2002)[3]
- Medal 40-lecia Polski Ludowej (1986)
- Medalem „Zasłużonemu Akademii Medycznej w Gdańsku” (2003)
- odznaka 80-lecia Marynarki Wojennej RP (1998)
- odznaka „Zasłużony dla województwa koszalińskiego” (1998)

## Ważniejsze publikacje
- Czasopiśmiennictwo morskie II Rzeczypospolitej (1969)
- Gospodarcza myśl morska II Rzyczypospolitej : (1919-1939) (1975)
- Morskie czasopiśmiennictwo techniczne w latach 1945-1979 (wraz z Wandą Misiewicz; 1980)
- Wiadomości Stowarzyszenia Techników Okrętowych Polskich "Morskie Wiadomości Techniczne" [1936-1939] : (monografia historyczna) (1980)
- Admirałowie polscy 1919-1950 (1993)
- Wokół genezy i początków Akademii Medycznej w Gdańsku (1945-1950) (1998)
- Stefan Michalak : lekarz, podróżnik, organizator Akademii Medycznej w Gdańsku (2001)
- Polskie Towarzystwo Nautologiczne (1957-2005) (wraz z Danielem Dudą; 2006)
- Z dziejów polskiej administracji morskiej : lata 1918-1928 (wraz z Danielem Dudą i Ryszardem Mielczarkiem; 2008)